# Mausoleo de Vagif
Mausoleo de Vagif (en azerí: Vaqif türbəsi o Vaqif məqbərəsi) es un mausoleo ubicado en la ciudad de Shusha. Fue construido en honor a Molla Panah Vagif, un poeta de Azerbaiyán del siglo XVIII y también un prominente hombre de estado, diplomático y visir, el ministro de los Asuntos Exteriores del Kanato de Karabaj.

## Historia del mausoleo
El mausoleo se encuentra en la ciudad de Shusha en la región de Karabaj de Azerbaiyán. El mausoleo fue erigido en 1982 por los arquitectos Abdulvahab Salamzade y Elbrus Kanukov. Fue inaugurado por el Primer Secretario del Partido Comunista de la República Socialista Soviética de Azerbaiyán, Heydar Alíyev.
El mausoleo fue construido sobre la tumba de Molla Panah Vagif, ubicado en el área cercana al famoso Jidir Duzu, en la parte suroeste de Shusha, donde fue asesinado el poeta.
En 1992 los armenios ocuparon Shusha y destruyeron el mausoleo. El 8 de noviembre de 2020 la ciudad de Shusha pasó completamente bajo el control de Azerbaiyán. El 16 de marzo de 2021, el presidente Ilham Aliyev visitó el mausoleo de Vagif. El 17 de marzo comenzó la restauración del complejo del museo y mausoleo de Vagif.

## Galería

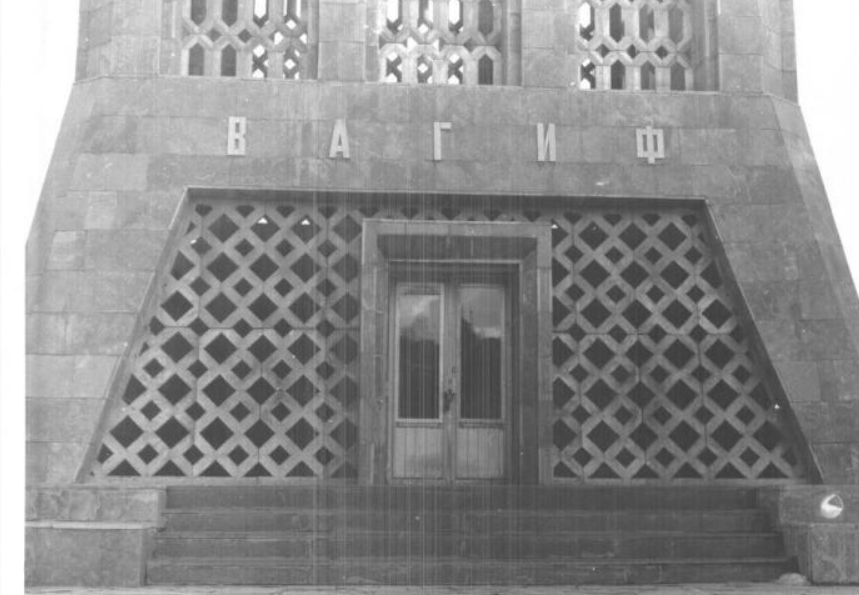
Entrada al mausoleo, 1983
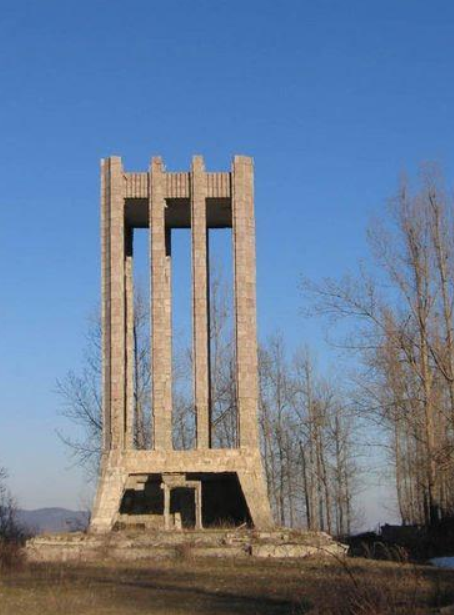
Ruinas del mausoleo, 2012
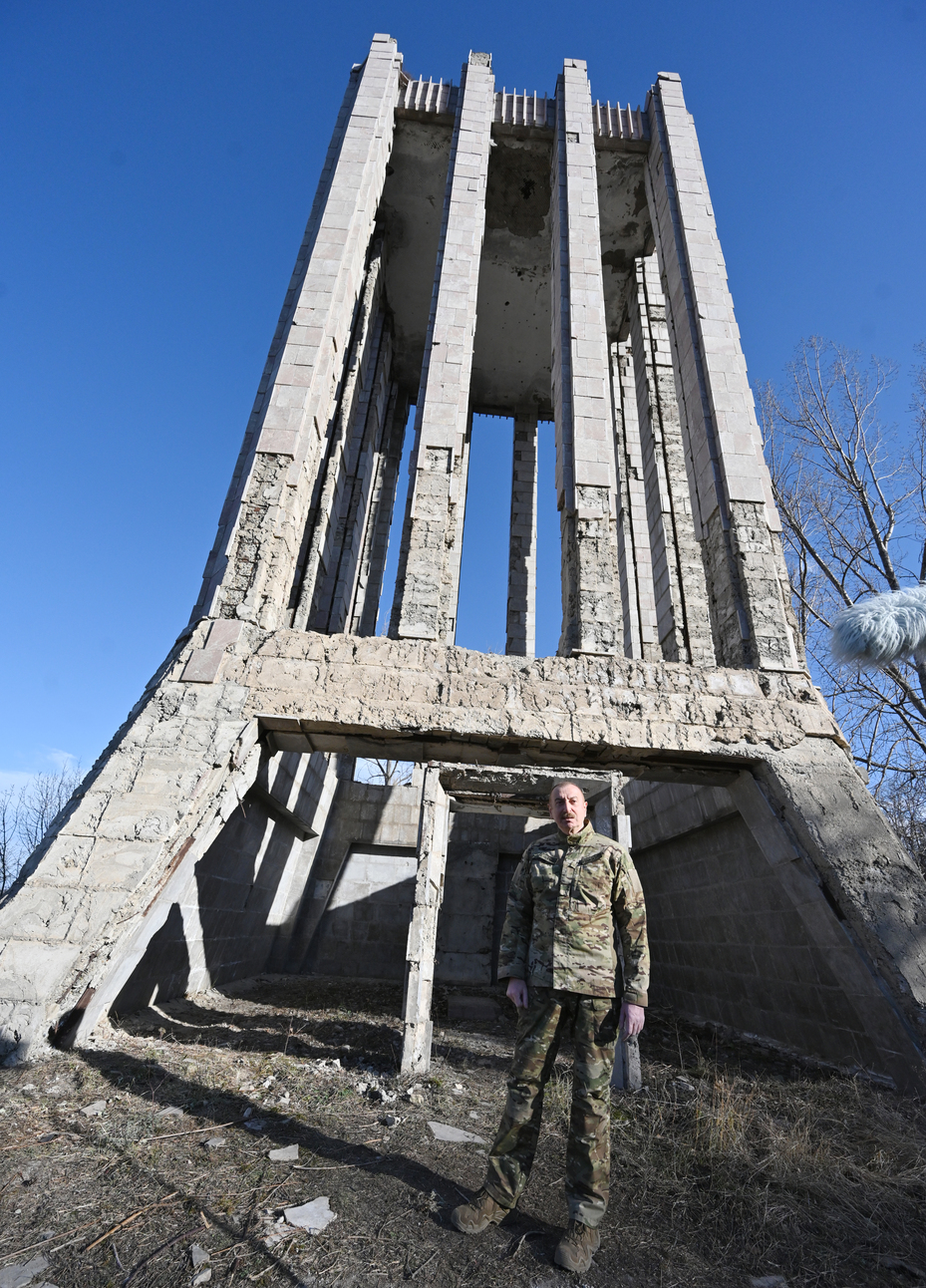
Ilham Aliyev frente al mausoleo de Vagif
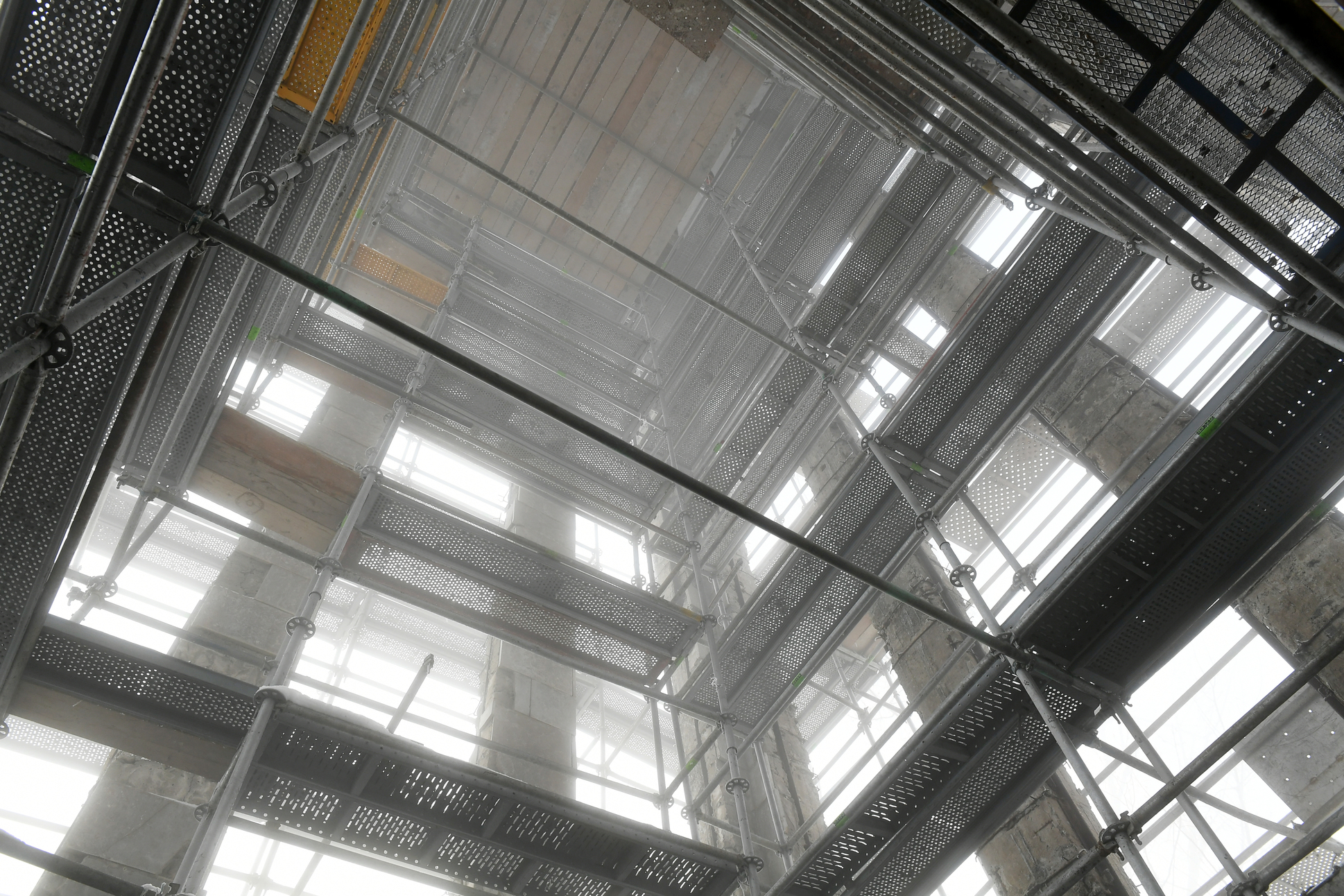
Trabajos de restauración en el mausoleo, en marzo de 2021